# Łaźniew
Łaźniew – wieś w Polsce położona w województwie mazowieckim, w powiecie warszawskim zachodnim, w gminie Błonie. Ma status sołectwa.
| SIMC    | Nazwa           | Rodzaj    |
| ------- | --------------- | --------- |
| 0000230 | Łaźniew-Majątek | część wsi |

W latach 1975–1998 miejscowość administracyjnie należała do województwa warszawskiego.
Miejscowość jest siedzibą parafii św. Antoniego z Padwy. W strukturze kościoła rzymskokatolickiego parafia należy do metropolii warszawskiej, archidiecezji warszawskiej, dekanatu błońskiego.
Na terenie miejscowości znajduje się Zakład Opiekuńczo-Leczniczy Księży Orionistów im. Ks. Arcybiskupa Bronisława Dąbrowskiego, Schronisko dla Bezdomnych oraz Wyższe Seminarium Duchowne Księży Orionistów.